# Wiersze i dramaty
Wiersze i dramaty – książka autorstwa Karola Irzykowskiego, która ukazała się na początku 1907 roku w Stanisławowie, nakładem księgarni Albin Staudacher i Spółka.
Tom zawiera 58 wierszy, które Irzykowski napisał w latach 1893–1897, a także cztery dramaty: Scena z poematu dramatycznego pt. Modra płaszczyzna, Na pełnym morzu. Dramat, Zaraza w Bergamo. Libretto, Zwycięstwo. Komedia tryumfalna w dwóch aktach. Ostatni z dramatów został ukończony w roku 1904.
Książkę zamyka autokomentarz zatytułowany Od autora.